# Mitglied der Legislative Assembly
Ein Mitglied der Legislative Assembly (MLA) ist eine Person, die von den Wählern eines Wahlkreises in eine gesetzgebende Versammlung gewählt wird. Meistens bezieht sich der Begriff auf eine subnationale Versammlung, wie beispielsweise die einer Bundesstaats-, Provinz- oder Territorialregierung eines Landes. In einigen wenigen Fällen kann er sich jedoch auf eine nationale Gesetzgebungsversammlung beziehen.

## Australien
Mitglieder der Legislative Assembly verwenden in den Bundesstaaten New South Wales und Queensland den Suffix „MP“ anstelle von „MLA“.
Mitglieder der Legislative Assemblies von Western Australia, Northern Territory, Australian Capital Territory und Norfolkinsel werden als „MLAs“ bezeichnet. Allerdings wird der Suffix „MP“ ebenfalls häufig verwendet.
South Australia hat ein House of Assembly, genauso wie Tasmanien, und beide bezeichnen ihre Mitglieder als „MHAs“.
In Victoria können Mitglieder entweder „MP“ oder „MLA“ verwenden.
Im Bundesparlament werden Mitglieder des Repräsentantenhauses als „MP“ und nicht als „MHR“ bezeichnet.

## Brasilien
In Brasilien werden Mitglieder aller 26 Landesparlamente (portugiesisch: assembléias legislativas) als „deputados estaduais“ (deutsch: Landesabgeordnete) bezeichnet. Anders als das föderale Parlament, das aus zwei Kammern besteht, sind die brasilianischen Landesparlamente aus einer einzigen Kammer.
Die Legislative des Bundesdistrikts wird als „Legislative Chamber“ (portugiesisch: Câmara Legislativa) bezeichnet und besteht aus „deputados distritais“ (deutsch: Distriktabgeordnete). Mitglieder des Unterhauses werden ebenfalls als Abgeordnete bezeichnet, jedoch sind sie „deputados federais“ (deutsch: Bundesabgeordnete).

## Kanada
In Kanada werden Mitglieder des Bundesunterhauses Kanadas als Mitglieder des Parlaments (MPs) bezeichnet, und Mitglieder des Senats werden als Senatoren bezeichnet, obwohl sowohl das Unterhaus als auch der Senat Teil des Parlaments von Kanada sind. Mitglieder der subnationalen gesetzgebenden Versammlungen sind Mitglieder der gewählten Provinz- und Territorialparlamente und werden in allen Provinzen und Territorien außer:
- In Ontario werden sie seit 1938 als Mitglieder des Provinzparlaments (MPPs) bezeichnet (vorher wurden sowohl MPP als auch MLA verwendet).

- In Québec werden sie im Englischen seit 1968 als Mitglieder der Nationalversammlung (MNAs) bezeichnet.
- In Neufundland und Labrador werden sie als Mitglieder des House of Assembly (MHAs) bezeichnet.
- In Nova Scotia wird trotz des ebenfalls vorhandenen Abgeordnetenhaus der Begriff MLA verwendet.

## Falklandinseln
Mitglieder der Legislative Assembly der Falklandinseln verwenden den Suffix „MLA“. Im Jahr 2009 wurde der Legislative Council der Falklandinseln (der seit den 1840er Jahren bestand) durch die neue Legislative Assembly ersetzt. Daher werden Mitglieder der Legislative Assembly oft immer noch als Ratscherr bezeichnet.

## Hongkong
Mitglieder des Legislativrats von Hongkong werden als „Legco-Ratscherr“ bezeichnet.

## Indien
Von den 28 Bundesstaaten und acht Unionsterritorien Indiens haben alle 28 Bundesstaaten und drei Unionsterritorien (Delhi, Puducherry und Jammu und Kashmir) gesetzgebende Versammlungen.
Eine Person kann, sofern qualifiziert, auf der Grundlage des allgemeinen Erwachsenenwahlrechts von einem Wahlkörper, der aus allen Bürgern über 18 Jahren dieses Bundesstaates oder Unionsterritoriums besteht, zum Mitglied der gesetzgebenden Versammlung (MLA) gewählt werden. In einigen Bundesstaaten kann der Gouverneur ein Mitglied ernennen, um Minderheiten wie die anglo-indische Gemeinschaft zu vertreten, wenn der Gouverneur feststellt, dass diese Minderheit in der gesetzgebenden Versammlung unzureichend vertreten ist. Diejenigen, die in eine gesetzgebende Versammlung (Vidhan Sabha) gewählt oder ernannt werden, werden als Mitglieder der Legislative Assembly oder MLAs bezeichnet.
Jeder gesetzgebende Wahlkreis des Bundesstaates oder Unionsterritoriums wird von nur einem MLA repräsentiert. Gemäß der Verfassung Indiens darf die Anzahl der gesetzgebenden Sitze in einer gesetzgebenden Versammlung nicht mehr als 500 Mitglieder und nicht weniger als 60 Mitglieder betragen. Allerdings können die Sitze mit einem Parlamentsgesetz weniger als 60 sein, wie dies in den Bundesstaaten Goa, Sikkim, Mizoram und im Unionsterritorium Puducherry der Fall ist.
Abhängig von der Bevölkerung und anderen Faktoren haben jeder Bundesstaat oder Unionsterritorium unterschiedliche Anzahlen von MLAs, wobei die höchste Anzahl im Bundesstaat Uttar Pradesh (403) und die geringste im Unionsterritorium Puducherry (30) liegt.
Aufgrund der parlamentarischen Demokratie, bei der einige Mitglieder der Legislative auch als Exekutive fungieren, können einige MLAs dreifache Verantwortlichkeiten haben: als MLA, als Kabinettsminister eines Ressorts und/oder als Chief Minister dieses Bundesstaates.

## Malaysia
Eine Landesgesetzgebungsversammlung setzt sich aus gewählten Vertretern aus Einzelmitglieds-Wahlkreisen während der Landeswahlen durch das Mehrheitswahlrecht-System zusammen. Die Mehrheitspartei in jeder Versammlung bildet die Landesregierung, und der Führer der Mehrheitspartei wird Chief Minister des Bundesstaates. Die Landesgesetzgebungsversammlungen sind einkammrig, im Gegensatz zum zweikammrigen Parlament von Malaysia. Die erblichen Herrscher oder Gouverneure sind befugt, ihre jeweiligen Landesgesetzgebungsversammlungen auf Anraten des Chief Ministers aufzulösen. Sobald sie aufgelöst sind, müssen Wahlen innerhalb einer Übergangsfrist von sechzig (60) Tagen durchgeführt werden. Normalerweise werden Landeswahlen gleichzeitig mit den föderalen Parlamentswahlen abgehalten, mit Ausnahme von Sarawak und vor 2004 Sabah.

## Nordirland
Mitglieder der Northern Ireland Assembly, dem devolviert Legislative von Nordirland, werden als MLAs (Mitglieder der Legislative Assembly) bezeichnet.
Die Versammlung wurde am 14. Oktober 2002 ausgesetzt, aber die bei der Wahl zur Versammlung im Jahr 2003 gewählten Personen wurden am 15. Mai 2006 gemäß dem Northern Ireland Act 2006 zusammengebracht, um einen Ersten Minister und einen stellvertretenden Ersten Minister zu wählen und die Mitglieder einer Exekutive (vor dem 25. November 2006) als Vorbereitung auf die Wiederherstellung der übertragenen Regierung in Nordirland zu bestimmen. Eine weitere Wahl fand am 7. März 2007 statt, und die Befugnisse wurden im Mai 2007 wieder der Versammlung übertragen.

## Südkorea
Ein Mitglied einer der Verwaltungsgliederungen kann im Deutschen als „MLA“ bezeichnet werden.

## Vereinigte Staaten
In den Vereinigten Staaten bezieht sich der Begriff „state legislator“ auf ein generisches Wort, das ein Mitglied des gesetzgebenden Organs eines der 50 Bundesstaaten des Landes bezeichnet.
Der formale Name des Gesetzgebungsorgans variiert von Bundesstaat zu Bundesstaat. In 24 Bundesstaaten wird es einfach als „Legislature“ oder „State Legislature“ bezeichnet, während es in 19 Bundesstaaten „General Assembly“ genannt wird. In Massachusetts und New Hampshire wird das Gesetzgebungsorgan „General Court“ genannt, während North Dakota und Oregon es als „Legislative Assembly“ bezeichnen.
Die Associated Press guidelines for journalists empfehlen, sich auf Staatsgesetzgeber als „state representatives“ (Staatsvertreter) oder „state senators“ (Staatssenatoren) zu beziehen, um Verwechslungen mit ihren föderalen Gegenstücken zu vermeiden.

## Wales
Mitglieder des Senedd, des devolvierten Parlaments für Wales, werden normalerweise als „MSs“ oder „Aelodau o'r Senedd“ (ASau) bezeichnet.